# Herkomstnaam
Een herkomstnaam is in de antroponymie een achternaam die aangeeft waar iemand vandaan komt.  Het grote verschil met een adresnaam is dat, ten tijde van het ontstaan van de naam, een adresnaam een huidige woonplaats en een herkomstnaam een voormalige woonplaats aanduidde. Een herkomstnaam bevat geregeld een geografische referentie, maar deze is vaak algemener dan die van een adresnaam. Voorbeelden van herkomstnamen zijn: De Vries, Van Oostenrijk, Schot(s)man, De Grieck, Van Noorwege enzovoorts.
Bij het constateren moet een slag om de arm gehouden worden met de precieze afkomst, de algemene geografische kennis ten tijde van het ontstaan van de naam was niet altijd even goed. Een persoon die den Turck genoemd werd hoefde niet per definitie uit Turkije te komen. Turkije was synoniem voor een ver oord, omdat dit voor mensen in de Middeleeuwen al bijna het einde van de wereld betekende.
Daarnaast kon iemand die volgens de Nederlander of Vlaming Duits klonk Duyts genoemd worden, terwijl de persoon in kwestie helemaal niet Duits was.
De meest voorkomende herkomstnaam van Nederland is De Vries, met 73.152 naamdragers.
familienaam · voornaam · antroponymie